# AT-AT
El AT-AT (siglas del inglés All Terrain Armored Transport, literalmente: «transporte acorazado todo terreno») es un vehículo  propio del imperio galáctico utilizado en la guerra civil galáctica.

## Descripción
Según el canon de Star Wars, los AT-AT son vehículos de enorme tamaño diseñados y fabricados por el Imperio Galáctico con característicos rasgos zoomorfos (como los elefantes de guerra, por ejemplo). Están compuestos por un cuerpo que lleva en su interior los motores y una gran cantidad de tropas del Imperio Galáctico, una cabeza donde esta la cabina de control y el armamento y cuatro altas patas que mantienen a la estructura alejada del peligro del suelo. Además, bajo sus enormes patas, se encuentran radares para detectar minas, fosos o cualquier cosa que pueda suponer un peligro para la tripulación o el propio vehículo. Tanto en Hoth como en Endor fueron empleados para atacar a las fuerzas rebeldes. En Hoth se sabe que fueron destruidas tres unidades y en Endor solamente una.
Los constructores de estas temibles máquinas fueron los mismos que durante los tiempos de la República Galáctica diseñaron los AT-TE, los AT-ST y los Republic Gunships. Los AT-AT de Hoth eran conocidos por el nombre de "Fuerza ventisca", y estaban al mando del general Veers. Los AT-AT, debido a su enorme tamaño, son transportados por las  barcazas-lanzaderas Y-85, especialmente diseñadas, que transportan a los andadores desde los Star Destroyers o guarniciones cercanas para desplegarlos sobre el área de batalla.
Antes del Imperio, la Antigua República los manejó durante las Guerras Clon, en la Batalla de Jabiim. De los andadores imperiales, es el más grande de todos, seguido por el MT-AT, AT-ST, AT-AA y AT-PT.